# Rochuskapel (Bingen)
De Rochuskapel is een bedevaartskerk iets ten oosten van de Duitse stad Bingen am Rhein. De kerk is gelegen aan de Rijn op de hoogste plek van de stad, de Rochusberg.
Sinds 2002 maakt de Rochuskapel deel uit van het UNESCO-werelderfgoed Mittelrhein.

## Geschiedenis

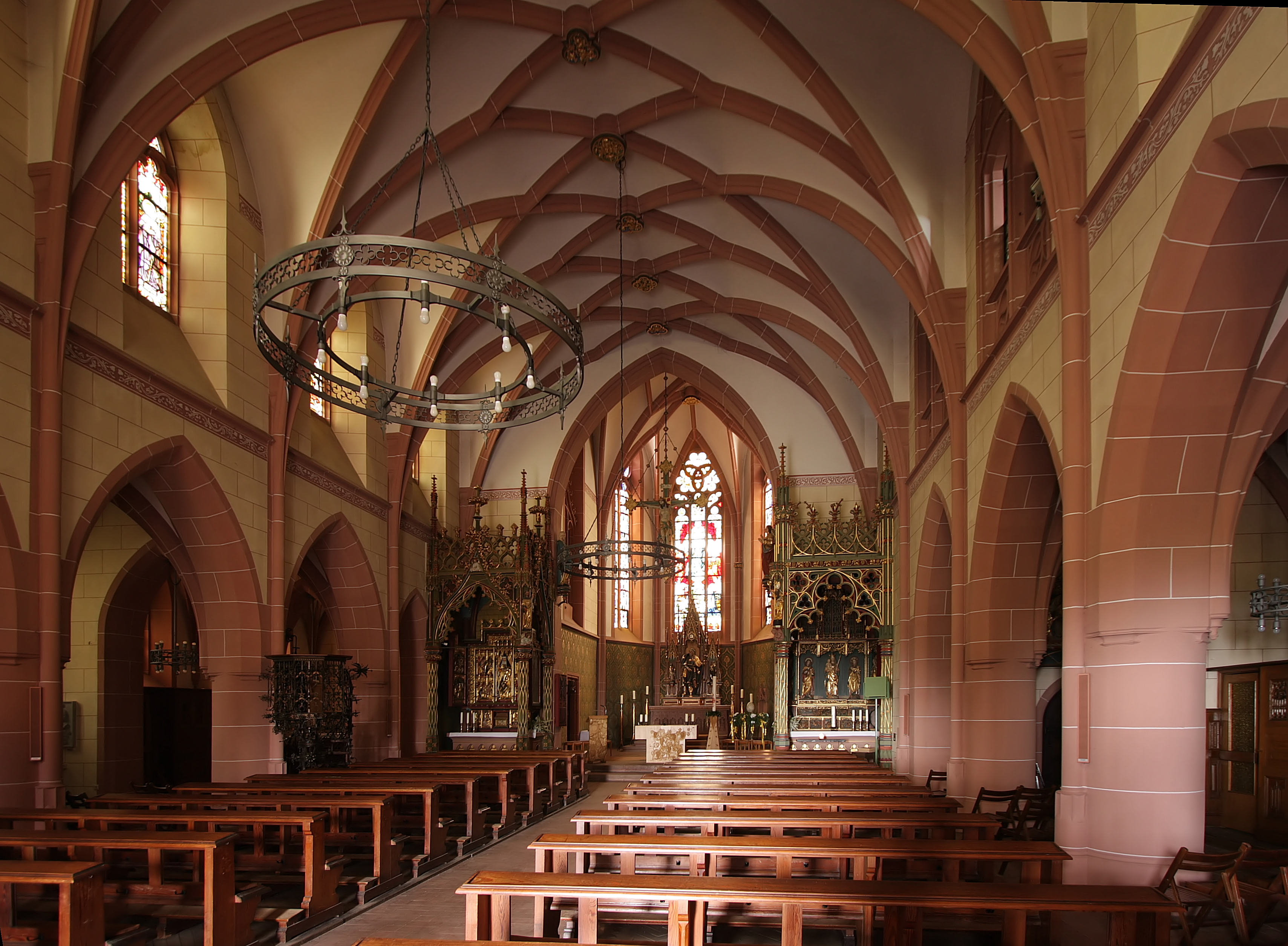
Interieur Rochuskapel

Het eerste godshuis op de plek was een kapel die door terugkerende kruisvaarders werd opgericht. Na verloop van tijd verviel de kapel en raakte in vergetelheid.
In 1666 woedde de builenpest in Bingen. De pest werd mogelijk via scheepvaartverkeer naar Bingen verspreid, nadat drie jaar eerder de ziekte al in de stad Amsterdam woedde. De Binger bevolking had honderden doden te betreuren en onder de indruk van het grote aantal slachtoffers nam de drost van de stad, baron Frey von Dehren, zich plechtig voor een kapel te bouwen ter ere van de heilige Rochus. Aldus bevestigde de baron zijn belofte aan het Mainzer kapittel:
…daß die gesamte Stadt allda ein Votum getan, in honorem S. Rochi eine Kapelle auf dem Hesselingen zu bauen. alljährlich am Tag des hl. Rochus eine Prozession dorthin zu führen und den halben Tag zu feiern.
Nog hetzelfde jaar werd de kapel gebouwd en voltooid, echter de wijding was pas in het jaar 1677. Amper 12 jaar later werd de kapel tijdens Paltse successieoolog geplunderd door Franse troepen. Herstel volgde, maar in 1795 werd de kapel tijdens gevechten tussen de Franse bezetter en Duitse troepen opnieuw verwoest. Als na de Volkerenslag bij Leipzig Franse troepen via Bingen huiswaarts keren, breekt er tyfusepidemie uit in de stad. In Bingen herinnert men zich dan weer de Rochusverering en nog in hetzelfde jaar wordt er opnieuw een kapel gebouwd. Voor dit doel kocht de Rochusbroederschap de volledige inboedel van het in 1802 gesloten en in 1814 geruimde klooster in het aan de overzijde van de Rijn gelegen Eibingen. Op 16 augustus 1814 werd zijn feestdag weer plechtig gevierd, onder de gasten was ook Johann Wolfgang von Goethe.
Maar in 1889 sloeg weer het noodlot toe bij het inslaan van de bliksem, zes weken voordat de lopende restauratiewerkzaamheden werden voltooid. De kapel brandde tot op de muren volledig af. Spontaan werden onmiddellijk grote sommen geld ingezameld. Naar een ontwerp van Max Meckel werd op de fundamenten van de afgebrande kapel de huidige neogotische kerk gebouwd in de jaren 1893-1895. Op 18 mei 1891 legde de Mainzer bisschop Haffner de eerste steen voor de nieuwbouw en reeds op 17 augustus 1895 werd de kerk gewijd onder grote publieke belangstelling en in aanwezigheid van een groot aantal bisschoppen uit verschillende bisdommen.
Het barokke beeld van de heilige Rochus boven het hoogaltaar is het enige voorwerp dat destijds uit de afgebrande kerk gered kon worden.

## Het Rochusfeest
Elk jaar wordt in Bingen op de feestdag van de heilige Rochus het zogenaamde Rochusfeest ingeluid met een plechtige processie, waarbij het Rochusbeeld van de Martinusbasiliek naar de Rochuskapel wordt gedragen.

## Afbeeldingen

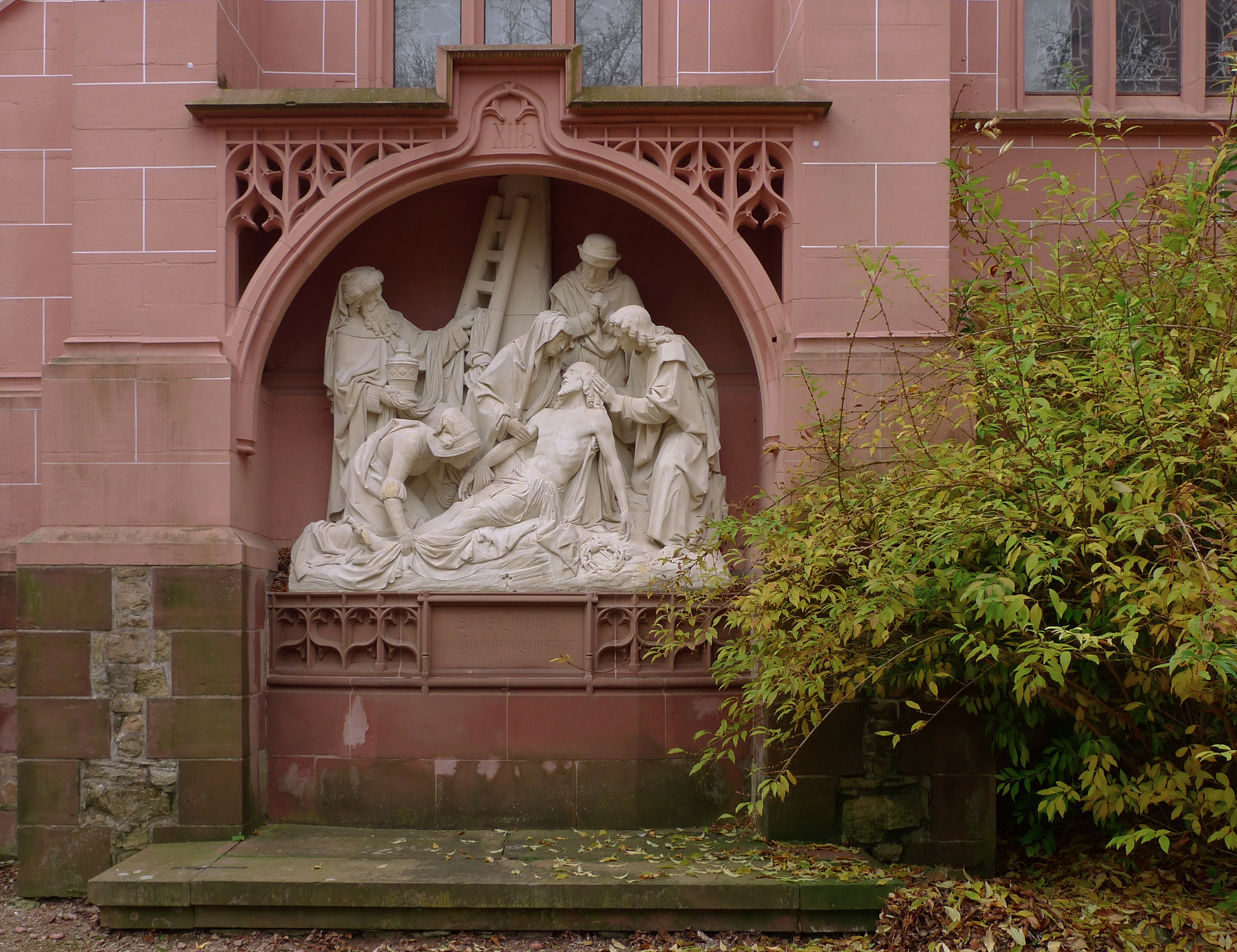
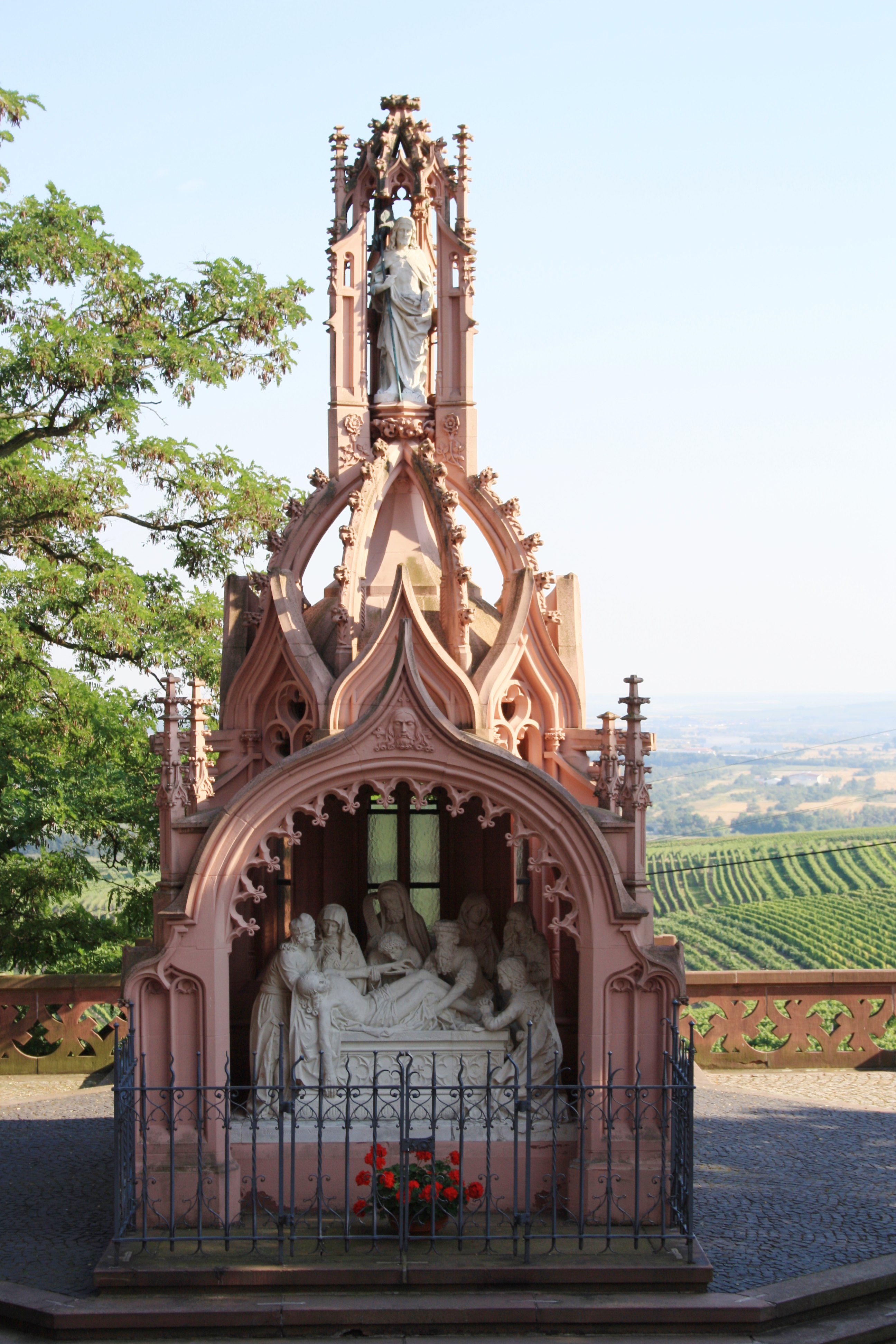
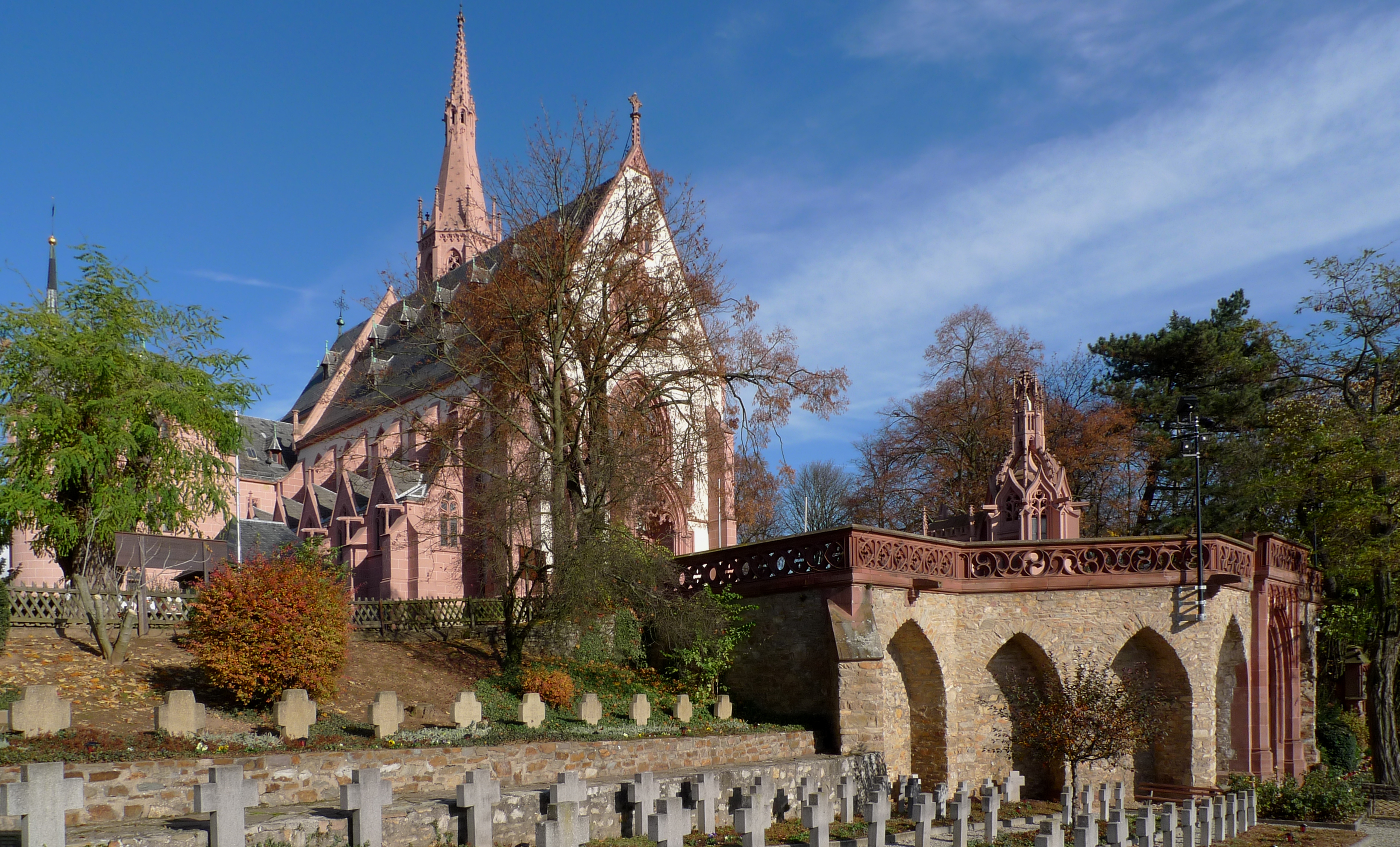
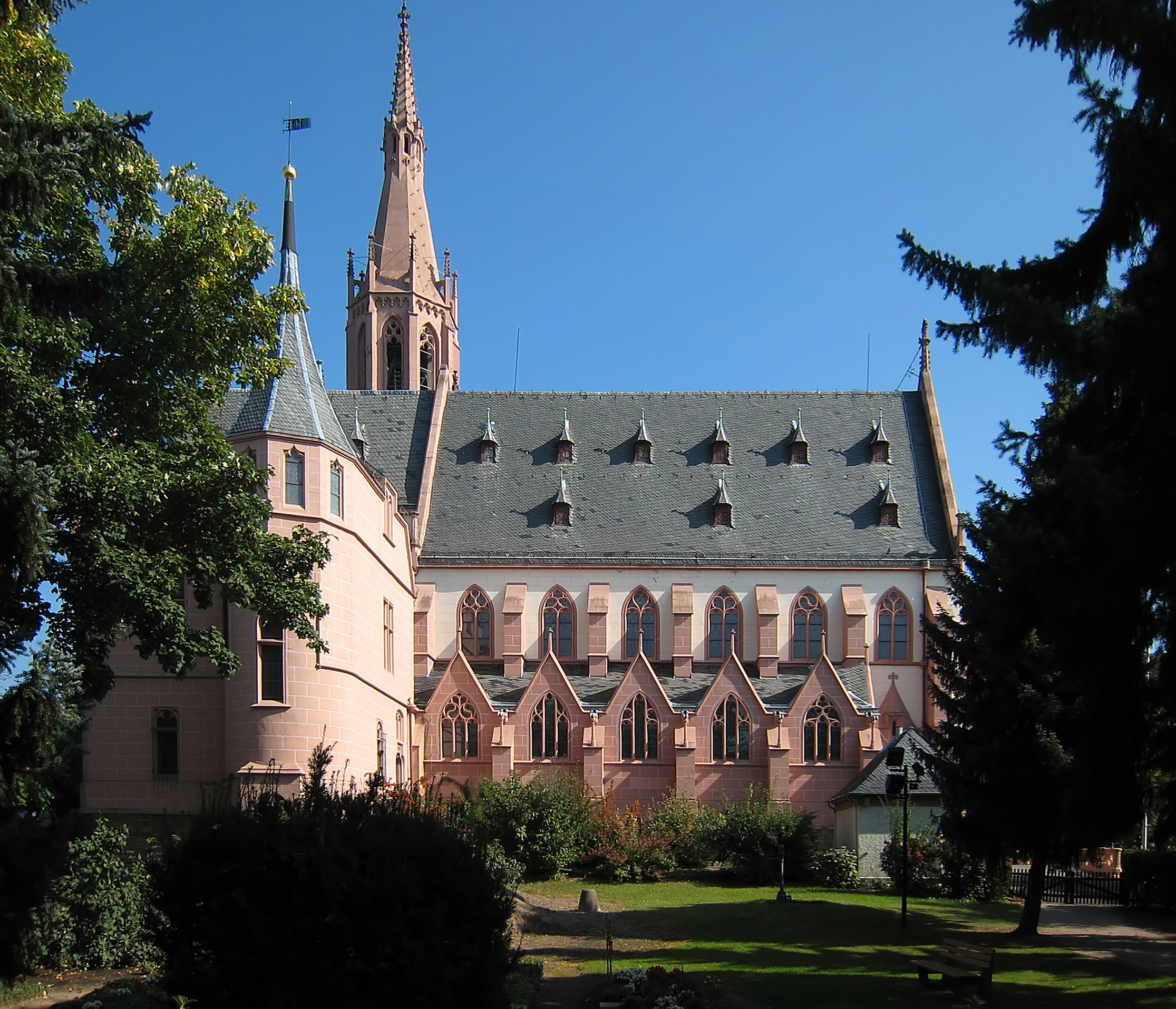
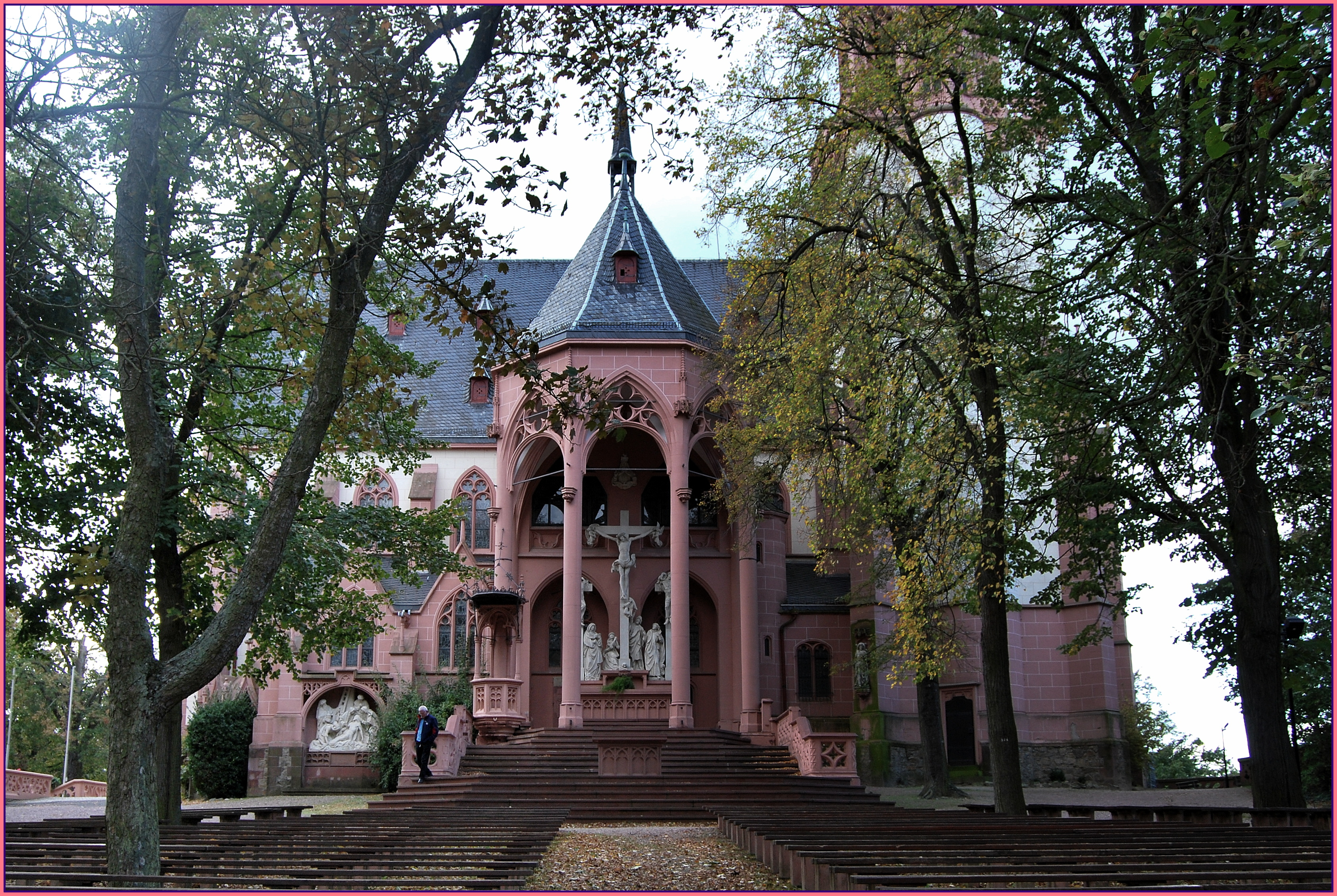
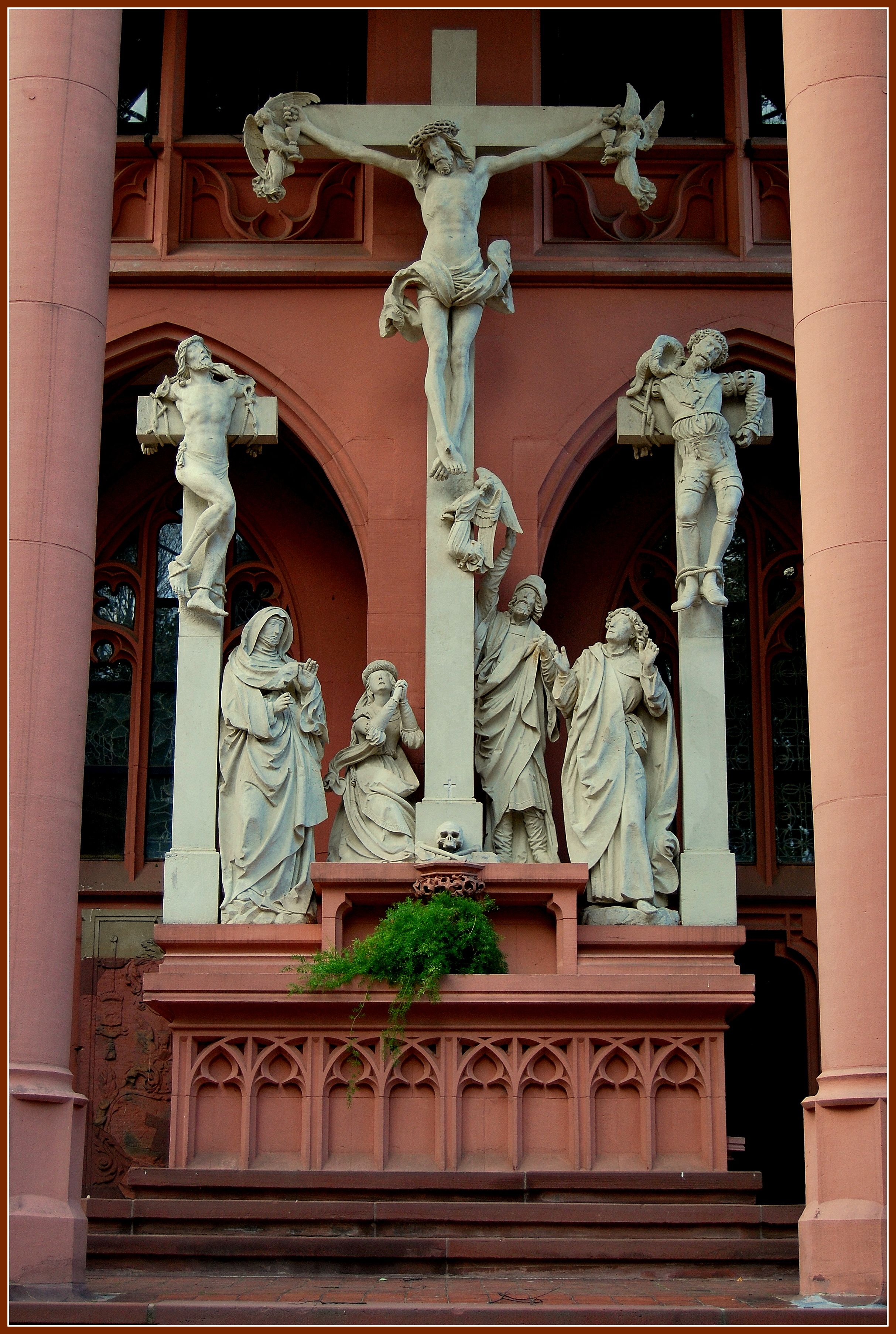
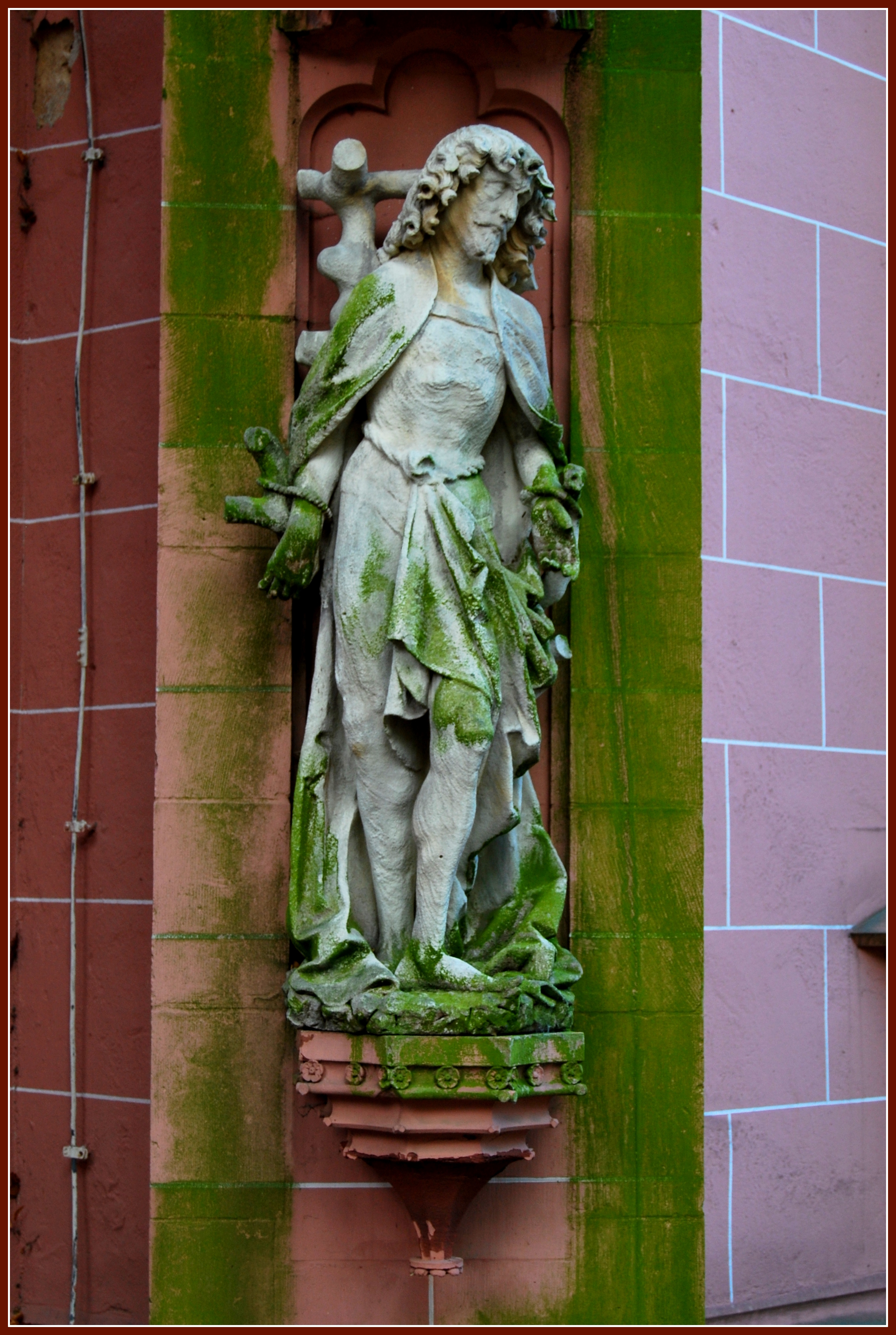
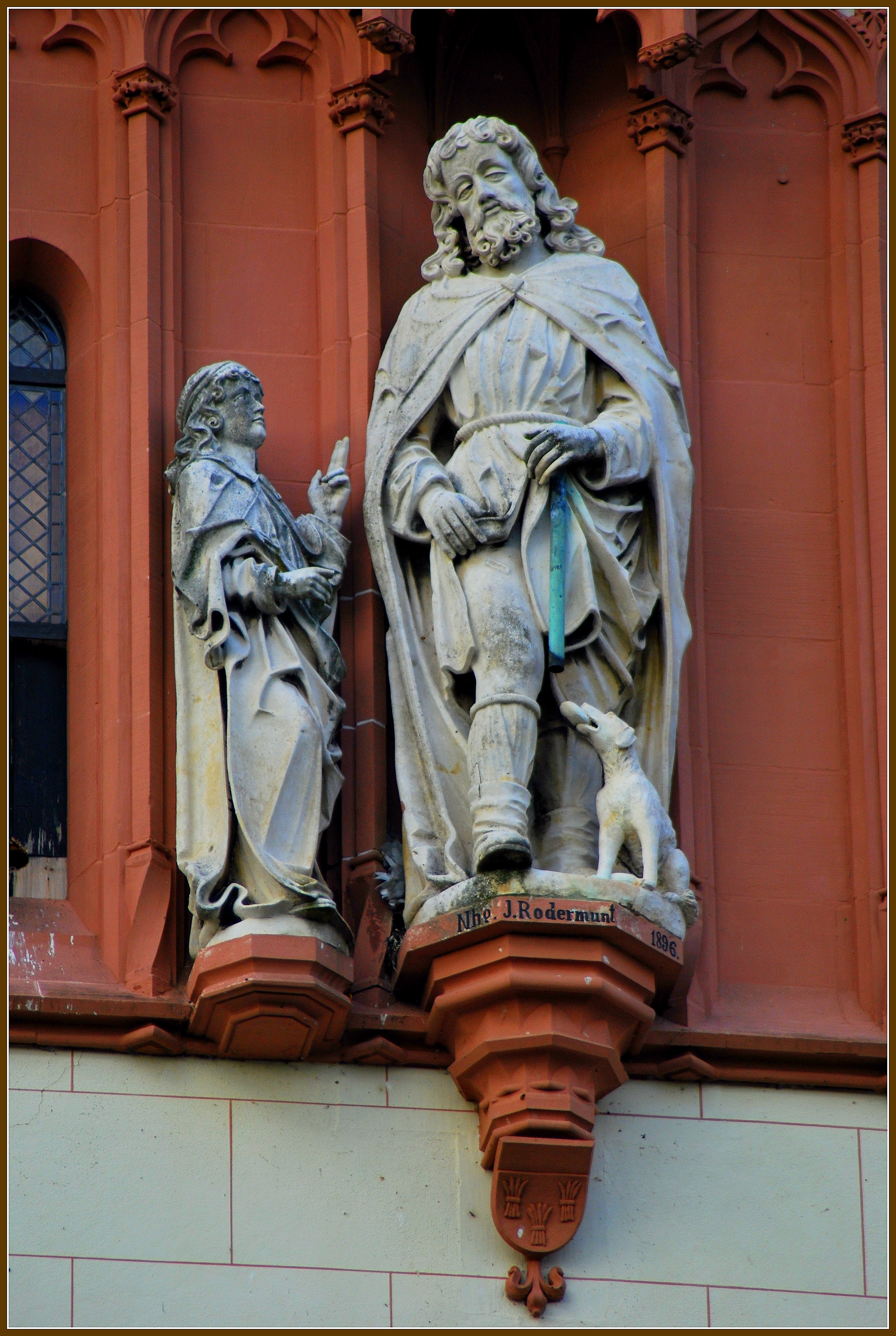